# UKS SMS Łódź (piłka siatkowa)
UKS SMS Łódź – męska drużyna siatkarska będąca sekcją siatkówki klubu sportowego UKS SMS Łódź, który działa przy Gimnazjum i Liceum Ogólnokształcącym Szkoły Mistrzostwa Sportowego im. Kazimierza Górskiego przy ul. Milionowej 12 w Łodzi.
W realizacji swoich działań statutowych UKS SMS korzysta z obiektów sportowych szkoły. Posiada m.in. stadion o pojemności 2 tys. miejsc. Członkami Klubu są uczniowie Szkoły Mistrzostwa Sportowego oraz uczniowie innych łódzkich szkół.